# Flubendazol
Flubendazolul este un antihelmintic cu spectru larg, derivat de benzimidazol. Este un analog al mebendazolului având acțiuni  și utilizări similare. Flubendazolul este activ pe următorii paraziți: Enterobius vermicularis (oxiurază), Ascaris lumbricoides (ascaridioză), Trichuris trichiura (tricocefaloză), Ankylostoma duodenale (anchilostomiază), Necator americanus (necatoriază). Blochează mecanismelor de absorbție a substanțelor nutritive a viermilor.
Nu este autorizată în România de către Agenția Naționala a Medicamentului și a Dispozitivelor Medicale (ANMDM) 

## Cod ATC
Cod ATC: P02CA05